# 파도바도
파도바도(이탈리아어: Provincia di Padova)은 이탈리아 베네토주의 도이다. 현도는 파도바이다. 면적은 2,142 km2, 인구는 927,730(2009)이다.

## 같이 보기
- 파도바